# جاستن روبرتسون
جاستن روبرتسون (بالإنجليزية: Justin Robertson)‏ هو ملحن ومنتج أسطوانات بريطاني، ولد في 11 يونيو 1968 في والتون أون تيمز ‏ في المملكة المتحدة.

## وصلات خارجية
- الموقع الرسمي
- جاستن روبرتسون على موقع IMDb (الإنجليزية)
- جاستن روبرتسون على موقع ميوزك برينز (الإنجليزية)
- جاستن روبرتسون على موقع ميوزك برينز (الإنجليزية)
- جاستن روبرتسون على موقع أول ميوزيك (الإنجليزية)
- جاستن روبرتسون على موقع ديسكوغز (الإنجليزية)